# Narberth Castle
Narberth Castle (walisisch Castell Arberth) ist eine Burgruine in Pembrokeshire in Wales. Die als Kulturdenkmal der Kategorie Grade I klassifizierte sowie als Scheduled Monument geschützte Ruine liegt am Südrand des Stadtkerns von Narberth. Die Burg, die Mittelpunkt einer kleinen anglonormannischen Herrschaft war, ist in vielen Details noch ungeklärt.

## Geschichte

### Frühes Mittelalter
Die Entstehung der Burg im frühen Mittelalter ist ungeklärt. Angeblich befand sich nach dem Mabinogion an der Stelle der heutigen Burg die Residenz des mystischen walisischen Fürsten Pwyll von Dyfed.
Eine erste Burg wurde vermutlich nach der normannischen Eroberung von Südwestwales durch Arnulf de Montgomery von einem seiner Gefolgsleute errichtet. Angeblich wurde sie 1092 von Sir Stephen Perrot errichtet, doch diese Darstellung vom Beginn des 19. Jahrhunderts ist nicht belegbar, selbst die Existenz eines Stephen Perrot ist unsicher. Auch der Standort dieser ersten Burg ist ungewiss. Einige Historiker sehen die etwa 3 km südlich der heutigen Burg gelegenen Motte Sentence Castle bei Templeton als Standort der ersten Burg, andere Forscher vermuten, dass bereits die erste normannische Burg an der Stelle der heutigen Ruine errichtet wurde. Für diese These gibt es jedoch keine archäologischen Belege.
Die normannische Burg, die nur eine Erd- und Holzbefestigung war, wurde vermutlich bereits 1113 bei einem walisischen Aufstand angegriffen und 1116 von Gruffydd ap Rhys erobert und zerstört, jedoch umgehend wieder aufgebaut. Die Region blieb unter der Oberherrschaft der normannischen Lords of Pembroke und wurde um 1130 an Henry FitzHenry vergeben, der sich als Lord of Narberth bezeichnete. Nachdem Henry FitzHenry 1157 im Kampf gegen die Waliser gefallen war, sind die Namen der anglonormannischen Herren der Burg ungesichert. Wahrscheinlich war die Burg ab 1189 umkämpft, als es wieder zu Kämpfen zwischen den Walisern unter Lord Rhys und den Engländern kam. Spätestens 1199 fiel Narberth mit Pembrokeshire an William Marshal, 1. Earl of Pembroke. Vermutlich 1215 und wie das nahe Wiston Castle 1220 wurde die Burg von den Walisern unter Llywelyn ab Iorwerth erobert, doch 1223 in einem weiteren Englisch-Walisischen Krieg von William Marshal, 2. Earl of Pembroke zurückerobert.

### Die steinerne Burg ab dem 13. Jahrhundert
Nach dem Tod von Anselm Marshal 1246 erbte Roger Mortimer of Wigmore die Burg, womit sie Mittelpunkt einer eigenen Herrschaft der Welsh Marches wurde. Eventuell begann nun, spätestens nach einer erneuten Zerstörung durch Fürst Llywelyn ap Gruffydd 1257 im Englisch-Walisischen Krieg ab 1256, der Bau einer relativ kleinen, doch stark befestigten steinernen Burg am heutigen Standort, die jedoch bei der Eroberung von Wales durch König Eduard I. bis 1283 keine weitere Rolle spielte. 1282 erbte Roger Mortimer of Chirk die Burg. Als dieser 1299 im Dienst des Königs in der Gascogne kämpfte, wurde die Burg 1299 wie das unweit gelegene St Clears Castle bei einer walisischen Revolte niedergebrannt, jedoch anschließend wieder aufgebaut. Nachdem Roger Mortimer of Chirk im Despenser War erfolglos gegen König Eduard II. rebelliert hatte, verlor er seine Besitzungen. Der König vergab die Burg und die Herrschaft an den Waliser Rhys ap Gruffydd. 1337 musste dieser die Burg wieder an König Eduard III. übergeben, der sie 1354 an Roger Mortimer, 2. Earl of March, übergab. Dessen Enkel Roger Mortimer, 4. Earl of March, übergab Narberth an seinen jüngeren Bruder Edmund Mortimer. Als dieser sich während der Rebellion von Owain Glyndŵr den walisischen Rebellen angeschlossen hatte, wurde Narberth 1402 von König Heinrich IV. beschlagnahmt. Die Burg blieb mit einer kleinen Garnison unter englischer Kontrolle, der Kommandant, Thomas Carew, wurde 1404 zum Lord of Narberth ernannt. Nach dem Ende der Rebellion fiel die Burg wieder an Edmund Mortimers gleichnamigen Neffen, den 5. Earl of March, nach dessen kinderlosem Tod 1425 erbte Richard von York die Herrschaft. Dieser vergab sie 1449 an den Waliser Gruffudd ap Nicolas, der jedoch spätestens 1456 gestürzt wurde. 1460 fiel die Burg wieder an die Krone, doch um diese Zeit hatte sie ihre militärische Bedeutung bereits verloren.

### Die Burg ab dem 16. Jahrhundert
1516 wurde die Burg an den mächtigen Vizejustitiar von Südwales Rhys ap Thomas vergeben. Angeblich ließ Rhys ap Thomas die Burg wohnlich ausbauen, dies ist jedoch umstritten. Nachdem Rhys’ Enkel Rhys ap Gruffydd Fitzurien 1531 als Verräter hingerichtet worden war, fiel Narberth wieder an die Krone. Um diese Zeit galten die Wehranlagen bereits als verfallen. Mit den Gesetzen zur Eingliederung von Wales verlor Narberth ab 1535 seinen Status als eigenständige Herrschaft. Um 1620 kaufte der Landadlige George Barlow die verfallene Burg, die um diese Zeit immer noch Gerichtssitz war, mit ihrem Grundbesitz und den verbliebenen Rechten. Während des Englischen Bürgerkriegs spielte die Burg keine Rolle mehr. Vermutlich bis um 1677 bewohnte noch ein Pächter einen Teil der Burg, danach war sie endgültig verlassen, wurde als Steinbruch genutzt und verfiel.
Das Gelände der Ruine wurde vom Pembrokeshire County Council gepachtet. Nach von 2003 bis 2004 durchgeführten archäologischen Untersuchungen wurde die Ruine restauriert und gesichert und ist seit 2006 öffentlich zugänglich.

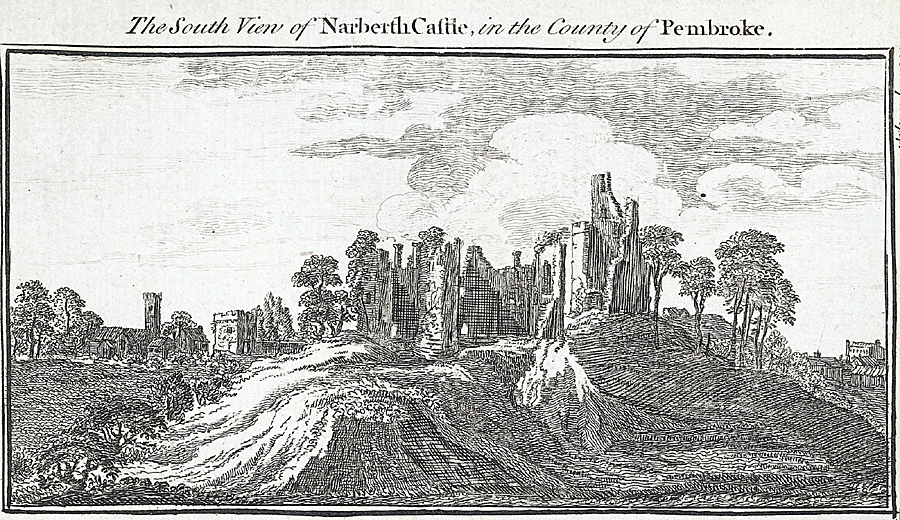
Die Ruine von Narberth Castle, Darstellung von 1769

## Anlage
Die Ruine liegt auf einem nach drei Seiten steil abfallenden Felsen, von dem aus das Tal und der Fluss Narberth Brook kontrolliert werden konnte. Die Burg wurde als unregelmäßiges Rechteck um nur einen Burghof errichtet, mit einer Länge von etwa 50 m von Nord nach Süd und etwa 25 m Breite war sie relativ klein. Mit vier runden Ecktürmen und einem kleinen Mauerturm an der Westseite und einem Torhaus war die Anlage jedoch stark befestigt. Der Zugang lag an der durch einen Graben geschützten Nordseite, eine möglicherweise dort vorhandene Vorburg ist nicht belegt. Die Südseite wurde durch ein halbkreisförmiges Vorwerk geschützt. Die beiden Rundtürme an der Südseite sind noch als Ruinen erhalten. Vom südwestlichen Turm, dem sogenannten Kapellenturm, sind noch drei Geschosse erhalten, er ist damit das am besten erhaltene Bauteil der Burg. Er diente auch als Backhaus. Von dem südöstlichen Turm sind nur Teile der Mauern erhalten, von den beiden Türmen an der Nordseite sind nur geringe, vom Torhaus fast keine Reste erhalten. An der Südseite der Burg befand sich vermutlich ein ehemals zweigeschossiger Wohnbau, von dem noch Teile der Hofseite des Erdgeschosses erhalten sind. In diesem Erdgeschoss befand sich die Küche, während im darüber liegenden Stockwerk die Wohnhalle lag. Von einem weiteren Gebäude an der Ostseite, das vermutlich ebenfalls als Wohnbau diente, ist noch der Gewölbekeller erhalten.